# نيلوفر رحماني
نیلوفر رحماني (بالفارسية: نیلوفر رحمانی، ولدت عام 1992) هي الطيارة الأنثى الأولى في الجيش الأفغاني كما انها الطيارة الانثى الأولى في القوات الجوية الثابتة الجناحين في تاريخ أفغانستان منذ سقوط نظام طالبان في عام 2001 منحتها الولايات المتحدة الأمريكية حق الجوء السياسي في 1 مايو 2018 
على الرغم من أن عائلتها تلقت تهديدات بالقتل، إلا أنها ثابرت على إكمال تدريبها وفازت بجائزة اشجع امرأة دولية بوزارة الخارجية الأمريكية في عام 2015.